# سامسونج جالكسي تريند
ا

## الخصائص
- نظام التشغيل: أندرويد 4.0
- الكاميرا الأمامية: 0.3 ميجابكسل
- الكاميرا الخلفية: 5 ميجابكسل
- الوزن: 105 غ
- المعالج: 2.0 جيجا هرتز رباعي النوا
- الذاكرة: 2 جيجابايت

"التخزين: 19 جيجابايت ذاكرة وميضية